# Adeeb Khalid
Adeeb Khalid (* 17. Februar 1964) ist Associate Professor und Jane and Raphael Bernstein Professor of Asian Studies and History an der geschichtlichen Fakultät des Carleton College in Northfield (Minnesota).

## Wissenschaftliche Karriere
Nach BA-Abschlüssen am Government College in Lahore und an der McGill University in Montreal graduierte er zum PhD an der University of Wisconsin–Madison.
Khalids Forschungsschwerpunkt ist die Geschichte des zentralasiatischen Islams seit den russischen Eroberungen in den 1860er-Jahren – ein besonders Augenmerk richtet er dabei auf Kulturtransformation, Identität als Folge historischer Veränderungen und das Schicksal des Islam unter zaristischer und sowjetischer Herrschaft.
Khalids Forschungen wurden von Institutionen wie der John Simon Guggenheim Memorial Foundation, der Carnegie Corporation, dem National Endowment for the Humanities, dem American Council of Learned Societies, dem National Council for Eurasian and East European Research und dem IREX unterstützt. Neben Artikeln in Sammelwerken verfasste Khalid bisher vier eigene Sachbücher. Sein erstes, The Politics of Muslim Cultural Reform (1998), ist ein Standardwerk zum zentralasiatischen Dschadidismus, das zweite, Islam after Communism (2007), wurde 2008 mit dem Wayne S. Vucinich Book Prize der American Association for the Advancement of Slavic Studies ausgezeichnet. Als drittes Werk wurde 2015 Making Uzbekistan veröffentlicht, das sich mit der Geschichte Zentralasiens in der frühsowjetischen Zeit (1917–1932) beschäftigt. Im Juni 2021 ist Central Asia. A New History from the Imperial Conquests to the Present bei Princeton University Press erschienen. 

## Werke
Eine Auflistung von Khalid herausgegebener Werke, seiner Artikel in wissenschaftlichen Sammelbänden und Zeitschriften sowie von ihm übersetzte Werke finden sich in seinem Online-Steckbrief des Carleton College.
- Adeeb Khalid: The Politics of Muslim Cultural Reform: Jadidism in Central Asia. Comparative Studies in Muslim Societies, Band 27. (Online-Version) Berkeley: University of California Press, 1998. ISBN 9780520213562
- Adeeb Khalid: Islam after Communism: Religion and Politics in Central Asia. Berkeley: University of California Press, 2007. ISBN 9780520249271
- Adeeb Khalid: Making Uzbekistan: Nation, Empire, and Revolution in the Early USSR. Ithaca: Cornell University Press, 2015. ISBN 9780801454097
- Adeeb Khalid: Central Asia. A New History from the Imperial Conquests to the Present. Princeton: Princeton University Press, 2021. ISBN 9780691161396